# Завод азотних добрив у Калол
Завод азотних добрив у Калол – підприємство індійської хімічної промисловості, яке знаходиться у штаті Гуджарат та належить Indian Farmers Fertiliser Cooperative Limited (IFFCO).
В 1974 році на майданчику заводу стала до ладу лінія з випуску аміаку добовою потужністю 910 тон. Наступного року почала роботу установка продуктивністю 1200 тон сечовини на добу. На той момент індійські заводи азотних добрив переважно споруджувались з розрахунку на використання нафтопродуктів, проте підприємство у Калол мало споживати як сировину природний газ. Це пояснюється тим, що з 1964-го велась розробка значного нафтогазового родовища Калол, яке в подальшому доповнили інші родовища Камбейського басейну, зокрема, розташоване північніше Мехсана.
В 1997-му завод пройшов модернізацію зі збільшенням добової потужності до 1100 тон аміаку та 1650 тон сечовини (річна потужність підприємства рахується як 363 тисячі тон аміаку та 545 тисяч тон сечовини). При цьому додаткову секцію запроектували для переважного використання суміші легких нафтопродуктів – naphtha (також є цінною нафтохімічною сировиною і використовується установками парового крекінгу).
Naphtha була суттєво дорожча, аніж газ за державною ціною, проте опція роботи на нафтопродуктах могла допомогти у випадку дефіциту блакитного палива, до чого вело зростання споживання та стагнація видобутку. Проблему з сировиною ілюструє ситуація, яка виникла на початку 2000-х унаслідок аварії на кінцевій ділянці газопроводу Мехсана – Ахмедабад. Тоді стало неможливим доправляти ресурс на ТЕС Ватва та текстильний завод компанії Reliance Industries, зате завод добрив отримував живлення в повному обсязі – 0,42 млн м3 природного газу для використання як сировина для аміаку та 0,24 млн м3 попутного газу для використання як паливо. Втім, представники IFFCO заявляли, що коли газопровід повернуть до повноцінної роботи, їм доведеться зменшити випуск добрив, оскільки naphtha на той час була утричі дорожча за газ.
З середини 2000-х стало можливим отримувати газ з південного напрямку, із трубопроводу Бхедбут – Калол.
Потреби майданчику у воді спершу забезпечували за допомогою свердловин, а потім перейшли на ресурс із водосховища на річці Нармада.